# 마리오와 소닉 베이징 올림픽
《마리오와 소닉 베이징 올림픽》(Mario & Sonic at the Olympic Games)는 세가가 개발한 Wii, 닌텐도 DS용 스포츠 게임 소프트웨어다. 처음에는 12/16종밖에 선택할 수 없으나 메달을 모아 가면서 20종 이상의 경기 (드림 경기 포함)을 선택할 수 있다. 메달은 금메달, 은메달, 동메달과 드림경기의 1등 메달, 2등 메달, 3등 메달이 있다. Wii판은 8명이, DS판은 4명이 경기를 한다. (혼자서 플레이할 때나 정족이 채워지지 않을 경우 부족한 인원은 컴퓨터가 대신 조작한다.) 후속작은 마리오와 소닉 밴쿠버 동계올림픽으로, 밴쿠버 동계 올림픽의 경우 Wii는 2009년 11월 19일에, 닌텐도 DS는 2009년 12월 3일에 대한민국에 발매됐다.

## 등장 캐릭터

### 마리오 시리즈
- 마리오 (성우:찰스 마티네이)
- 루이지 (성우:찰스 마티네이)
- 요시 (성우:토타카 카즈미)
- 피치 (성우:사먼샤 켈리)
- 쿠파 (성우:스콧 번즈)
- 와리오 (성우:찰스 마티네이)
- 데이지 (성우:디앤나 머스타드)
- 와루이지 (성우:찰스 마티네이)

### 소닉 시리즈
- 소닉 (성우:카네마루 쥰이치)
- 테일즈 (성우:히로하시 료)
- 너클즈(성우:칸나 노부토시)
- 에이미(성우:카와타 타에코)
- Dr.에그맨(성우:오오츠카 치카오)
- 섀도우(성우:유사 코지)
- 블레이즈(성우:타카모리 나오)
- 벡터 (성우:미야케 켄타)

### 그 외
- 마리오 시리즈
  - 키노피오 (キノピオ)
  - 헤이호
  - 감수한무(ジュゲム)
- 소닉 시리즈
  - 크림(성우:아오키 사야카)
  - 에스피오 (エスピオ)(성우:마스다 유우키)
  - 챠미(성우:텟포즈카 요코)
  - 빅(성우:나가사코 타카시)
- Mii(Wii판만)
- (DS판만)

### 타입별 분류
- 파워 타입:너클스, 쿠파, 벡터, 와리오 (창던지기에 유리해서 101미터까지도 던진다.)
- 밸런스 타입:마리오, 에이미, 루이지, 블레이즈
- 스피드 타입:소닉, 데이지, 섀도우, 요시
- 테크닉 타입:피치, 테일즈, 와루이지, 닥터 에그맨

## 경기 종목
- 육상:100m, 4x100m 릴레이 (Wii만), 110m 허들 (Wii만), 창던지기, 장대높이뛰기 (Wii만), 높이뛰기 (Wii만), 멀리뛰기, 해머던지기, 세단뛰기 (메달 11개), 400m, 400m 허들 (메달 11개)
- 수영:100m 자유형, 4x100m 계영 (Wii만), 10m 플랫폼다이빙 (DS만)
- 탁구:단식 탁구
- 양궁
- 사격:스키트
- 체조:트램펄린, 도마
- 펜싱:에페
- 조정:싱글 스컬 (Wii만)
- 사이클:개인추발 (DS만)
- 드림경기:드림 레이스, 드림 다이빙 (Wii만), 드림 펜싱, 드림 탁구, 드림 농구(DS만), 드림 복싱(DS만), 드림 사격(DS만), 드림 카누(DS만), 드림 멀리뛰기(DS만)
- 드림경기에는 다른 경기에 없는 멍멍이, 부끄부끄 등 적도 존재하는 경우도 있다.
  - 탁구에서는 11점을 먼저 따면, 펜싱에서는 15점을 먼저 따면 이긴다. (점수 조절 가능)
  - 경기 시간, COM레벨, 점수는 모두 조절이 가능하다.
  - 클레이사격에서 표적 수는 스테이션 1~8까지 다르다.
  - 탁구, 펜싱, 사이클은 모두 토너먼트전이다. (너클즈 대 마리오, 와리오 대 루이지→마리오 대 와리오, 너클즈 대 루이지)
  - 특히 멀리뛰기나 세단뛰기, 창던지기에서는 아슬아슬한 타이밍에 뛰거나 던져야 한다.
  - 창던지기나 해머던지기에서는 파워 타입이, 달리기 및 수영 종목은 스피드 타입이, 다른 경기는 밸런스 타입 및 테크닉 타입이 유리하다.

## 평가
| 평론 점수 평론사 점수 DS Wii 1UP.com C+ [ 1 ] C+ [ 2 ] 에지 6 / 10 [ 3 ] EGM 6, 7, 6 / 10 [ 4 ] 유로게이머 5 / 10 [ 5 ] 7 / 10 [ 6 ] 게임프로 3.25 / 5 [ 7 ] 3.50 / 5 [ 8 ] 게임스팟 6.0 / 10 [ 9 ] 6.0 / 10 [ 10 ] IGN 7.8 / 10 [ 11 ] 7.9 / 10 [ 12 ] 엑스플레이 [ 13 ] 통합 점수 게임랭킹스 69.06% [ 14 ] 68.01% [ 15 ] 메타크리틱 70 / 100 [ 16 ] 67 / 100 [ 3 ] |          |              |
| 평론 점수 |          |              |
| 평론사 | 점수     | 점수         |
| 평론사 | DS       | Wii          |
| 1UP.com | C+       | C+           |
| 에지 |          | 6 / 10       |
| EGM |          | 6, 7, 6 / 10 |
| 유로게이머 | 5 / 10   | 7 / 10       |
| 게임프로 | 3.25 / 5 | 3.50 / 5     |
| 게임스팟 | 6.0 / 10 | 6.0 / 10     |
| IGN | 7.8 / 10 | 7.9 / 10     |
| 엑스플레이 |          | [ 13 ]       |
| 통합 점수 |          |              |
| 게임랭킹스 | 69.06%   | 68.01%       |
| 메타크리틱 | 70 / 100 | 67 / 100     |